# Óscar Iván Zuluaga
Óscar Iván Zuluaga Escobar, né le 3 février 1959 à Pensilvania (Caldas), est un homme d'affaires et homme politique colombien.
Il a été ministre des Finances durant le second mandat (2006 - 2010) du président Álvaro Uribe jusqu'à son terme le 7 août 2010. Il a été conseiller municipal (1988-1990) puis maire (1990-1992) de Pensilvania, dirigeant d'entreprise et sénateur (2002-2006). En tant que sénateur, il fut l'un des cofondateurs du Partido de la U. Il est en 2014 candidat à la présidence de la République pour le Centre démocratique et n'est pas élu, obtenant 45 % des voix au second tour.
Il est soupçonné de connivence avec les paramilitaires,. Il fait par ailleurs l'objet d'une enquête judiciaire pour des faits présumés de corruption dans le cadre de l'affaire Odebrecht,.

## Biographie

### Enfance, famille et descendance
Óscar Iván Zuluaga nait à Pensilvania, dans le département de Caldas, second de quatre enfants. Son père Ovidio Zuluaga est serveur à la Rioja, une Vereda du Caldas. C'est un homme ayant peu de ressources jusqu'à son mariage avec Carina, fille de Juan B. Escobar, commerçant et propriétaire d'un magasin sur la Calle Real de Pensilvania, avec lequel il commence à travailler. Ovidio devient avec succès un négociant de café, et plus tard dans un importateur de whisky, d'épices indiennes et de paraffine. Après six ans avec sa famille, il s'installe à Bogotá. Dans la capitale, Ovidio son père monte une entreprise d'importation alors que Carina se consacre à l'éducation des enfants.
Il rencontre l'administratrice d'entreprise Marta Ligia Martínez, issue de la côte de l'Antioquia, lors d'une réunion nationale de l'AIESEC à l'Universidad del Norte de Barranquilla. Ils se marient le 10 octobre 1987 à Barranquilla. Trois enfants sont issus de ce mariage : David, Juliana et Esteban. Juliana a réalisé des actions sociales au Kenya.

### Études
Óscar Iván Zuluaga est diplômé du collège Liceo de Cervantes (es) de Bogotá, puis en tant qu'économiste, avec les honneurs de l'Université pontificale Javeriana de Bogotá. En 1983, il remporte le concours national de thèse universitaire organisé par l'Association nationale des institutions financières (ANIF), pour son article « Portafolio de Inversión de Acciones ».
Puis il suit un Master en finances publiques à l'Université d'Exeter, en Angleterre, jusqu'en 1984.
Après avoir terminé ses études, Óscar Iván Zuluaga commence une carrière d'entrepreneur dans l'entreprise familiale Acerías de Colombie (ACESCO).

## Vie politique
Partisan des idées d'Álvaro Gómez Hurtado, Óscar Iván Zuluaga soutient sa campagne présidentielle en 1974.

### Conseiller et alcalde de Pensilvania
Le grand père d'Óscar Iván Zuluaga, le riche commerçant Juan B. Escobar, était l'un des hommes les plus influents du département de Caldas et finançait à ce titre des dirigeants politiques locaux, notamment le député conservateur Alfonso Hoyos Giraldo. À la mort de ce dernier, son fils Luis Alfonso Hoyos (es) a pris la tête du parti qu'il avait créé, le Movimiento Cívico por Pensilvania, et a invité Óscar Iván Zuluaga à rejoindre le Conseil municipal de Pensilvania en 1988,. Son cousin, Jaime Alonso Zuluaga, devient pour sa part le maire de la ville. Luis Alfonso Hoyos sera ultérieurement mis en cause pour ses relations avec les paramilitaires locaux qui exerceraient des pressions sur la population pour la contraindre à voter pour ses candidats.
Après avoir siégé au Conseil municipal pendant deux ans, Óscar Iván Zuluaga est élu maire de la municipalité pour la période 1990-1992. En tant que maire, il impose l'assurance dentaire pour tous les enfants de la municipalité, les dote de kits scolaires, électrifie plusieurs villages. Profitant de ses relations d'affaires, il tient un forum des investisseurs à Pensilvania d'où émerge une d'un atelier de chaussure et atelier de confection.
Après avoir terminé son mandat de maire en 1992, il devient président de l'acierie ACESCO S.A., l'une des plus grandes du pays, et s'éloigne temporairement de la vie politique.

### Sénateur
En 2001, Luis Alfonso Hoyos est destitué comme sénateur lorsqu'il se porte candidat au poste de gouverneur du Caldas et commence à chercher un nouveau chef pour représenter son mouvement aux lections législatives colombiennes de 2002 (es) et choisit Zuluaga. En 2001, celui-ci quitte la présidence de ACESCO pour mener sa campagne sénatoriale et son mouvement devient l'un des principaux promoteurs de la candidature d'Álvaro Uribe à la présidence de la Colombie.
Au Sénat, déjà, Zuluaga est l'un des promoteurs des réformes de la retraite et du travail présentées par le ministre des affaires sociales Juan Luis Londoño (es). De même, il dépose la loi régissant la carrière administrative et est l'auteur et le promoteur de l'acte législatif qui a permis la réélection présidentielle en Colombie. Il est ensuite nommé par le Congrès colombien comme un de ses représentants pour discuter les termes de l'accord sur la Zone de libre-échange des Amériques (ALCA) et de l'Accord de libre-échange avec les États-Unis (TLC). Ensuite, il est chargé de diriger la Mission pour la réduction la pauvreté et des inégalités.
Zuluaga travailla à deux occasions à la formation d'un parti indépendant uribiste. C'est d'abord le Nuevo Partido, en 2003, qui échoue. Après la réforme qui désavantage les petits partis[évasif] et la réélection présidentielle approuvée, il rejoint le Partido de la U qui soutient la réélection d'Uribe pour la période 2006-2010.

#### Initiatives au Sénat
L'héritage législatif d'Oscar Iván Zuluaga Escobar a été identifié par sa participation dans les initiatives du Congrès suivantes :
- Émettre une réglementation sur la fabrication, le stockage, le transport, la vente, la manutention et l'utilisation de feux d'artifice (archivé)[14]
- Réguler l'égalité des candidats à la présidence de la République et d'autres normes qui établissent l'acte législatif no 02 de 2004 (sanctionné comme loi)[15]
- Créer le fonds de pension minimum du plan d'épargne individuel avec solidarité[pas clair] (archivé)[16]
- Régions administratives et de planification spéciales (archivé)[17]
- Circonscription électorale, assemblée départementale, le conseil de district (retirée)[18]
- Réformer certains articles de la Constitution de la Colombie pour permettre la réélection présidentielle (sanctionné comme loi)[19]
- Donner un traitement juridique spécial et radical à la prévention et la répression de l'enlèvement de personnes, dans les conditions définies par la loi (archivé)[20]
- Attributions de la Chambre des représentants, la fonction de contrôleur, comptabilité des ressources publiques (archivé)[21]

### Présidence d'Uribe
Après les élections présidentielle de 2006, il rejoint le second gouvernement d'Álvaro Uribe comme ministre conseiller de la Présidence, puis à partir de 2007 comme ministre des Finances.
L'action de Zuluaga comme ministre conseiller de la présidence porte sur la solution à donner au contentieux COMSA. COMSA est un consortium privé composé principalement de partenaires espagnols ayant remporté le marché de la construction de l'une des routes les plus importantes de la Colombie, la route Villeta - Puerto Salgar devant relier la région de Bogota au río Magdalena. Pour violation des termes du contrat, le gouvernement colombien et COMSA ont entamé un procès qui a empêché non seulement la construction de la route, mais aussi la libération des ressources financières pour plus de 100 000 millions de pesos. Zuluaga parvient à se mettre d'accord avec les parties et, avec l'approbation du Bureau du procureur général de la nation et la Cour supérieure du Cundinamarca, résout le différend par la négociation.
Zuluaga est nommé ministre des Finances en mars 2007, un poste auquel il doit gérer de difficiles crises de taux de change et de fortes pressions inflationnistes résultant du contexte mondial de pénurie alimentaire et de la crise financière internationale de 2008. En tant que ministre, il traite de l'émission d'obligations de dette publique à l'étranger, et de la capitalisation d'Ecopetrol. Il dirige en outre l'approbation du cadre budgétaire à moyen terme pour assurer la durabilité des finances publiques. Au cours de son mandat au ministère des Finances correspond également la présidence colombienne du Conseil des gouverneurs de la Banque interaméricaine de développement lors de la célébration du 50e anniversaire de l'institution. En tant que président du Conseil, il contribue à la réélection du Colombien Luis Alberto Moreno (es) en tant que Président exécutif de la Banque et obtient l'approbation en un temps record de la neuvième capitalisation de l'histoire de la Banque, pour un montant total de 70 000 millions de dollars.
Malgré un taux de chômage stagnant autour des 12 % et un accroissement de la dette, Zuluaga est choisi par le Congrès comme ministre de l'année à deux reprises et obtient en 2009 du magazine Emerging Markets (groupe Euromoney) le prix de meilleur ministre d'Amérique latine. Le prix, décerné par des banquiers et investisseurs sélectionnés par le magazine, lui est remis à Istanbul lors de l’assemblée annuelle du FMI.

### Candidature présidentielle
Le 26 octobre 2013, Óscar Iván Zuluaga est élu au cours de la convention du parti Centre démocratique unique candidat uribiste (es) aux élections présidentielles de 2014. Il obtient 56 % des votes et réussit ainsi à battre Francisco Santos et Carlos Holmes Trujillo. Ce dernier s'est alors associé à la candidature de Zuluaga pour le poste de vice-président.
Le Centre démocratique s'affaire tout d'abord à promouvoir la notoriété de son candidat, puisque celui-ci, malgré un passage au gouvernement, reste quasi inconnu en Colombie.
Ses propositions de campagne se concentrent sur cinq domaines thématiques : la sécurité démocratique, la confiance des investisseurs, la cohésion sociale, l'État austère et décentralisé et le dialogue populaire. En tant que candidat du Centro Democrático, il fait le tour du pays à plusieurs reprises dans ce qui est appelé la « Caravane de la Victoire ». La critique des négociations avec les rebelles des FARC reste néanmoins l'axe essentiel sur lequel se développe sa campagne électorale.
Au cours de la campagne Zuluaga se positionne contre l'avortement et le mariage homosexuel.
Le mardi 6 mai 2014, dans la dernière ligne droite de la campagne, le bureau du procureur général effectue une perquisition dans les locaux d'une entreprise soupçonnée, selon les enquêtes consacrées, d'écoutes illégales sur différents acteurs politiques du pays, notamment sur la question du processus de la paix en cours depuis 2012 en Colombie. Selon les informations publiées, du renseignement militaire aurait été utilisé par des civils pour s'enrichir personnellement et organiser des fuites d'informations affectant la campagne présidentielle. Le candidat Óscar Iván Zuluaga aurait rencontré des personnes de la société, une vidéo le montrant avec le hacker Andrés Fernando Sepúlveda. À la suite de cette affaire, Óscar Iván Zuluaga annule plusieurs apparitions dans des débats et des interviews, assurant aux médias que la vidéo en question est un montage,.
À la suite de cette affaire son directeur de campagne, qui reconnait ses liens avec le pirate informatique, démissionne de sa fonction, tandis que Sepúlveda est placé en prison. Plusieurs personnalités politiques colombiennes demandent par ailleurs à Zuluaga de retirer sa candidature.
Cette affaire n'empêche pas Zuluaga de finir en tête du premier tour de l'élection présidentielle, obtenant 29,26 % contre 25,67 % pour son adversaire, le président sortant Juan Manuel Santos. Les différentes affaires qui ébranlent les campagnes des candidats auraient cependant pu contribuer à agacer les électeurs potentiels, puisque seuls 40 % ont pris part au vote, et 6 % de ces derniers ont voté blanc.
Il perd le second tour le 15 juin suivant, obtenant 45% des voix.

## Parcours en tant qu'homme d'affaires
Óscar Iván Zuluaga a appartenu à divers conseils d'administration, y compris la Federación Nacional de Comerciantes (FENALCO), la Federación Colombiana de Industrias Metalúrgicas (Fedemetal) et la Chambre de commerce colombo-vénézuélienne. Il a été représentant de l'industrie de l'acier colombien et a été membre du conseil de CELFIN Capital - Chili.
Alors qu'il était à l'Association de l'Université Javeriana, il s'est inscrit à l'Association internationale des étudiants en sciences économiques et commerciales (AIESEC), et est devenu plus tard président de l'AIESEC Javeriana. Peu de temps après il a été directeur national du marketing et finalement président de l'AIESEC Colombie.
Il a été chroniqueur pour le journal la Patria de Manizales et est président et membre fondateur de la Fundación Estrategias para el Futuro.

### ACESCO S.A.
Óscar Iván Zuluaga a servi comme président exécutif d'Acerías de Colombia S.A. (ACESCO) de 1992 à 2001. Il a dirigé l'internalisation de l'entreprise, la réalisation de sa présence au Costa Rica, en Équateur, au Panama et à Puerto Rico. Il a mis en place un modèle de transformation productive pour répondre aux défis de la libéralisation économique, conduisant la société à devenir l'un des plus grands succès à l'époque.

## Carrière de professeur d'université
Óscar Iván Zuluaga a enseigné à l'Universidad Sergio Arboleda (es), puis professeur universitaire dans les domaines des mathématiques financières et les décisions d'investissement à l'université pontificale Javeriana et au Politécnico Grancolombiano.
Il a également servi en tant que directeur de thèses de troisième cycle liées aux questions financières à la Faculté d'administration d'entreprises de l'université pontificale Javeriana.

## Carrière politique
Le parcours politique d'Óscar Iván Zuluaga est résumé dans les tableaux suivants, :
| Parti               | Date début      | Date fin      |
| ------------------- | --------------- | ------------- |
| Coalition           | 20 juillet 2002 | 1er août 2005 |
| Partido de la U     | 2 août 2005     |               |
| Centre démocratique | 20 janvier 2013 |               |

| Poste                                     | Parti                       | Date début       | Date fin         |
| ----------------------------------------- | --------------------------- | ---------------- | ---------------- |
| Conseiller de Pensilvania                 | Convergencia Popular Cívica | 1er janvier 1988 | 1er janvier 1990 |
| Alcalde de Pensilvania                    | Convergencia Popular Cívica | 1er janvier 1990 | 1er janvier 1992 |
| Sénateur                                  | Partido de la U             | 20 juillet 2002  | 20 juillet 2006  |
| Ministre des Finances et du Crédit public | Partido de la U             | 5 février 2007   | 7 août 2010      |

### Prix et distinctions
Il reçoit une reconnaissance pour être l'un des « 10 jeunes cadres remarquables de la Colombie en 1997 » par la Chambre junior de la Colombie de Bogotá. À la fin de 2007, le Congrès l'élit ministre de l'année du cabinet du président Uribe.
Il est également nommé « Caldense l'année 2006 » par le journal La Patria de Manizales.